# Festival delle rose 1964

## La manifestazione
La prima edizione del concorso radiotelevisivo vede la competizione di 24 canzoni, suddivise in due serate; accedono alla terza serata sei canzoni per sera.
La giuria è dislocata in dieci diverse città, e cambia in ognuna delle tre serate.
L'orchestra che accompagna i cantanti era diretta dal maestro Bruno Canfora.
Le tre canzoni che si classificheranno ai primi tre posti sono anche quelle che ebbero i risultati di vendita maggiori; la canzone vincitrice, Non son degno di te, sfiorerà il milione di copie vendute, e da essa verrà anche tratto un musicarello con lo stesso titolo.

## Elenco delle canzoni partecipanti
- - Le Amiche: Un giorno o l'altro - Jolly
  - Lucia Altieri: Quel paese del sud - Silver
  - Mario Anzidei: Non m'importa - ARC
  - Umberto Bindi: Quante cose non ti ho detto mai - RCA Italiana
  - Ambra Borelli: So che sei bugiardo - King
  - Lalla Castellano: Mi piace la gente (testo di Misselvia; musica di Rinaldo Prandoni) - Decca
  - Gian Costello: Pochi giorni fa - La Voce del Padrone
  - Jula de Palma: Se qualche volta - Surf
  - Dino: Te lo leggo negli occhi (testo di Sergio Bardotti; musica di Sergio Endrigo) - ARC
  - Sergio Endrigo: Ti amo (testo di Giorgio Calabrese; musica di Gian Franco Reverberi) - RCA Italiana
  - Roby Ferrante: Il biliardo - (testo di Carlo Rossi, musica di Roby Ferrante) - ARC AN 4027
  - Wilma Goich: Era troppo bello - Dischi Ricordi
  - Giancarlo Guardabassi: Ma sei mia (testo di Sergio Bardotti, musica di Gian Franco Reverberi) ARC, AN 4026
  - La Cricca: Amico va - ARC
  - Claudio Lippi: Addio amore - Bluebell
  - Louiselle: Il momento giusto - ARC
  - Cocky Mazzetti: Uno ventuno tremila (testo di Vito Pallavicini; musica di Giovanni D'Anzi) - Primary
  - Mario Mineo: Non so cosa darei - Ri-Fi
  - Gianni Morandi: Non son degno di te (testo di Franco Migliacci; musica di Bruno Zambrini - RCA Italiana
  - Donatella Moretti: Ogni felicità (testo e musica di Loredana Ognibene) - RCA Italiana
  - Paolo Mosca: Il the - Lord
  - Pierfilippi: Da quando ho visto te - RCA Italiana
  - Paola Pitagora: Il surf della camomilla (testo di Paola Gargaloni; musica di Puccio Roelens) - CAM
  - Sonia & le Sorelle: Se mi lascio baciare - La Voce del Padrone

## Classifica finale
1. Gianni Morandi - Non son degno di te
2. Sergio Endrigo - Ti amo
3. Dino - Te lo leggo negli occhi